# Connecticut Western Reserve
Connecticut Western Reserve (også blot Western Reserve) var et landområde, som var en del af Northwest Territory, som Connecticut krævede i forbindelse med opdelingen af Northwest Territory i selvstændige stater. Området blev ved afgørelse truffet af Connecticut Land Reserve henført til den nye stat Ohio, og indgår i dag som en del af det nordøstlige Ohio.

## Eksterne links
- Western Reserve Historical Society, Cleveland, Ohio
- Research Guide to Connecticut's "Western Lands" or "Western Reserve"
- Connecticut Western Reserve artikel på H2G2.
- Encyclopedia of Cleveland History Arkiveret 19. december 2008 hos  Wayback Machine
- History of the Western Reserve
- Firelands Historical Society